# AERVIVA
A AERVIVA é uma empresa global de recrutamento e consultoria em aviação com sede em Dubai, Emirados Árabes Unidos. Fundada em novembro de 2015, a empresa se especializa na colocação de profissionais da aviação, incluindo pilotos, tripulantes de cabine, engenheiros e técnicos, para funções contratuais nos setores de aviação e MRO (manutenção, reparo e revisão).

## História
Inicialmente registrada como Aerviva DWC-LLC na Zona Franca do Dubai Aviation City Corporation (DACC), a empresa oferecia consultoria de recursos humanos para companhias aéreas privadas e organizações de aviação. Em 2022, expandiu-se ao estabelecer a Aerviva Aviation Consultancy na área continental de Dubai, focada em recrutamento. Em junho de 2024, transferiu seu registro para o Dubai Multi Commodities Centre (DMCC), tornando-se Aerviva DWC-LLC DMCC e ampliando seus serviços para incluir consultoria de RH, recrutamento executivo e busca de talentos. A Aerviva Aviation Consultancy encerrou suas atividades após essa mudança.
Desde então, a empresa passou por mudanças na liderança, e a partir de 2025, Abdelmagid Bouzougarh atua como CEO.

## Serviços
A AERVIVA oferece diversos serviços para a indústria de aviação e MRO, incluindo: сonsultoria em Recursos Humanos, busca e seleção de executivos, serviços de recrutamento, gestão de integração e contratos, locação de funcionários, consultoria em aviação.

## Colaborações
A empresa já colaborou com grandes companhias do setor, como Avion Express, Turkish Airlines, Emirates e AeroTime, em diversos projetos de aviação.